# You Win My Love
You Win My Love è un singolo della cantante canadese Shania Twain, pubblicato nel 1996 ed estratto dall'album The Woman in Me.

## Tracce
- CD (USA)

1. You Win My Love — 4:26
2. Home Ain't Where His Heart Is (Anymore) — 4:12

## Video
Il videoclip della canzone è stato diretto da Steven Goldmann e girato a Orlando (Florida).